# Heinrich Dittlinger

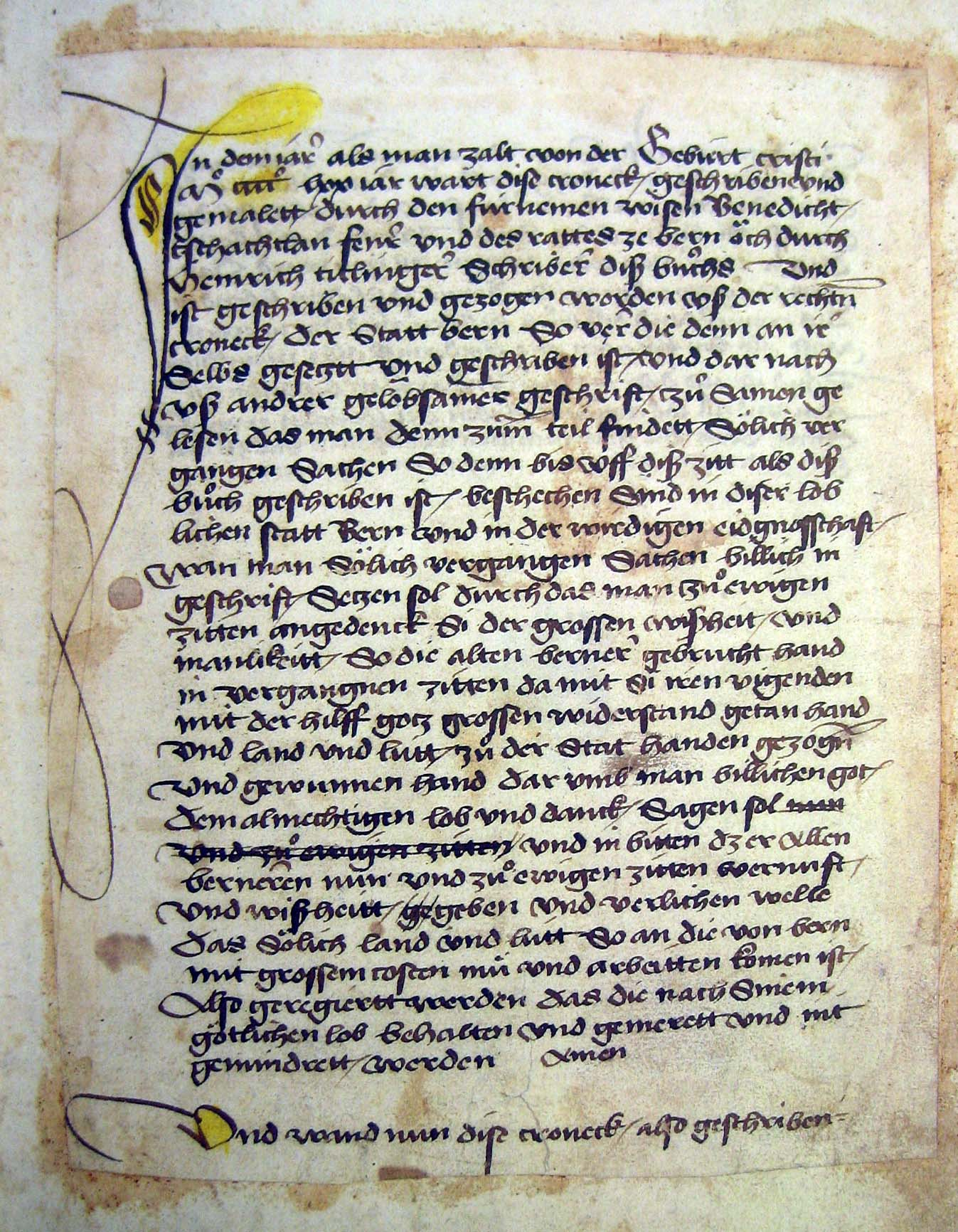
«…Heinrich Titlinger schriber diß buchs.» Aus der Vorrede der sogenannten Tschachtlanchronik (1470).

Heinrich Dittlinger (* um 1440; † zwischen Ostern 1478 und 1479) war ein Berner Ratsherr und Chronist.

## Leben
Heinrich Dittlinger stammte aus der Berner Notabelnfamilie Dittlinger. Er war ab 1463 Mitglied des Grossen Rates, 1466 «verzeigte» er seinen Udel (von althochdeutsch uodal ‚Besitz‘). 1474 erscheint er erstmals im Rodel der Gesellschaft zu Mittellöwen und wurde Mitglied des Kleinen Rats. Ein Jahr später war er an der Erstürmung der Feste Les Clées in Orbe beteiligt. 1478 erhielt er die Vogtei Oltigen zur Verwaltung, verstarb jedoch kurz darauf. 1479 erscheint er nicht mehr im Osterbuch (Wahlergebnisliste).
Gemeinsam mit Bendicht Tschachtlan verfasste Dittlinger 1470 die sogenannte Tschachtlanchronik.